# Церковь Святого Геворга (Мугни)
Церковь Святого Геворга (арм. Սուրբ Գևորգ Եկեղեցի)— церковь, расположенная в селе Мугни Арагацотнской области Армении.

## История
По свидетельству историка XVII века Захарии Саркавага, монастырь основали иноки Ованаванка, перенёсшие туда мощи Святого Геворга. Вероятно, это произошло в первой половине XIII века, так как уже в 1278 году здесь переписывались рукописи. Часть мощей Святого Геворга из Мугни была перевезена в Грузию для исцеления грузинского принца Дато. Для хранения этих мощей позднее была построена тбилисская церковь Святого Георгия из Мугни.
В XIII–XV веках здесь создавались рукописи, а монастырь стал знаменитым местом паломничества. В 1580 году настоятель монастыря, вардапет Воскан, учредил здесь епископскую кафедру. В XVII веке монастырь пережил расцвет: комплекс дважды капитально перестраивался. В 1632–1655 годах настоятель епископ Мартирос разобрал обветшавшую церковь и другие постройки и воздвиг новые — трёхнефную базилику с двумя парами столбов, ограду и кельи. Однако во второй половине XVII века эта церковь, построенная из необработанного камня, уже не соответствовала статусу  места паломничества. Поэтому вардапет Ованнес, получив разрешение персидского шаха, полностью разобрал её и в 1664–1669 годах построил новую из тесаного туфа.
Вардапет Ованнес скончался в Агулисе в 1669 году, не дожив до завершения строительства (он отправился туда для сбора пожертвований на строительство церкви). Строительство завершил вардапет Давид. Архитектором церкви Святого Георгия монастыря был Саак Хизанеци, после его смерти (1666 г.) работу продолжил его зять и ученик, мастер Мурад.
В 1734 году сюда совершил паломничество католикос Абраам II Хошабеци. В 1811 году купец Ованнес и его супруга Тамар подарили монастырю завесу с изображением Распятия и Святого Георгия-всадника, поражающего копьём дракона.
В XIX веке монастырь был местом паломничества также для грузин и персов. В XIX веке монастырь частично ремонтировался: в 1830 году настоятель архиепископ Степанос починил крышу церкви, а в 1839 году восстановил вершину купола, разрушенную молнией. Архиепископ Мартирос Кесараци отремонтировал ограду, жилые и хозяйственные постройки.
В 1863 году настоятелем стал архиепископ Месроп Сумбатянц. Епископ Абел Мхитарян, возглавивший монастырь в 1870 году, основал здесь школу и в 1889 году составил историю монастыря. В 1895 году на средства ереванца Агамала Мелик-Агамаляна был построен второй этаж жилых помещений в северо-восточной части. На северо-западной стороне комплекса находится небольшое сооружение источника, совмещённое с водохранилищем. К восточной стене ограды примыкают крытая трапезная и кладовая.
В 2000 году монастырь был отремонтирован и благоустроен стараниями архиепископа Месропа Ашчяна. 8 октября 2000 года католикос Гарегин II совершил повторное освящение церкви.

## Архитектура
Церковь Святого Геворга расположена внутри прямоугольного обнесённого стенами монастыря. Она имеет один цилиндрический барабан, примечательный горизонтальным чередующимся полосатым узором, который его окружает, и коническим куполом «зонтичного» типа сверху. Этот полосатый орнамент частично повторяется и во внутренней части купола.
Главный фасад образован тройной арочной галереей, к которой примыкают арки по обе стороны, ведущие под колокольню. Колокольня состоит из шестнадцати равномерно расположенных колонн с таким же числом небольших арок, поддерживающих купол выше.
Вход в церковь осуществляется через главный портал, украшенный резным арочным перемычкой и дверной рамой. Ещё одна меньшая дверь находится справа на фасаде, почти столь же изящно украшенная, как и главный вход.
Во многих частях каменной кладки церкви Святого Геворга использованы два цвета камня: более тёмный серый туф и туф абрикосового оттенка. В частности, дверные проёмы, барабан, фронтоны фасадов и капители прямоугольных колонн тройной аркады выделены чередующимися цветами камня.
В интерьере храма сохранилось множество религиозных фресок в районе апсиды и на левой стене, ведущей к гробнице Святого Георгия, в честь которого и названа церковь. Они, вероятно, были написаны в XVII веке Нагашем Овнатаном, который также украшал Эчмиадзинский кафедральный собор и другие церкви близ Еревана и в Агулисе. В отдельном помещении рядом с апсидой находится единственная мраморная гробница с полукруглой плитой из зелёного мрамора сверху, отполированной руками множества людей. Считается, что этот камень привезён из Иерусалима.
Часовня, построенная в VI веке, когда-то служила местом хранения мощей Святого Георгия, но позднее была заменена церковью Святого Геворга.

## Галерея

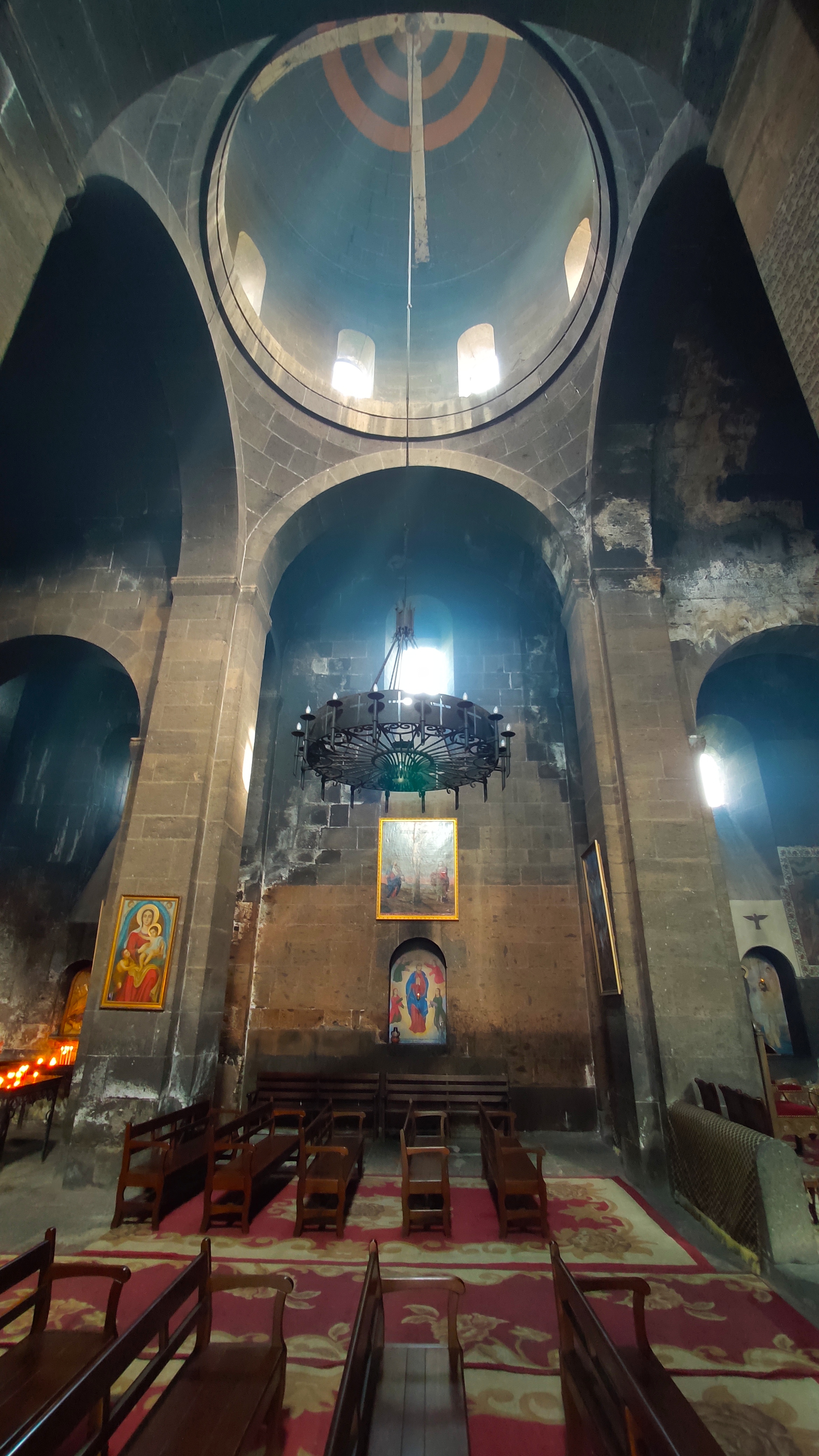
Внутренний интерьер церкви
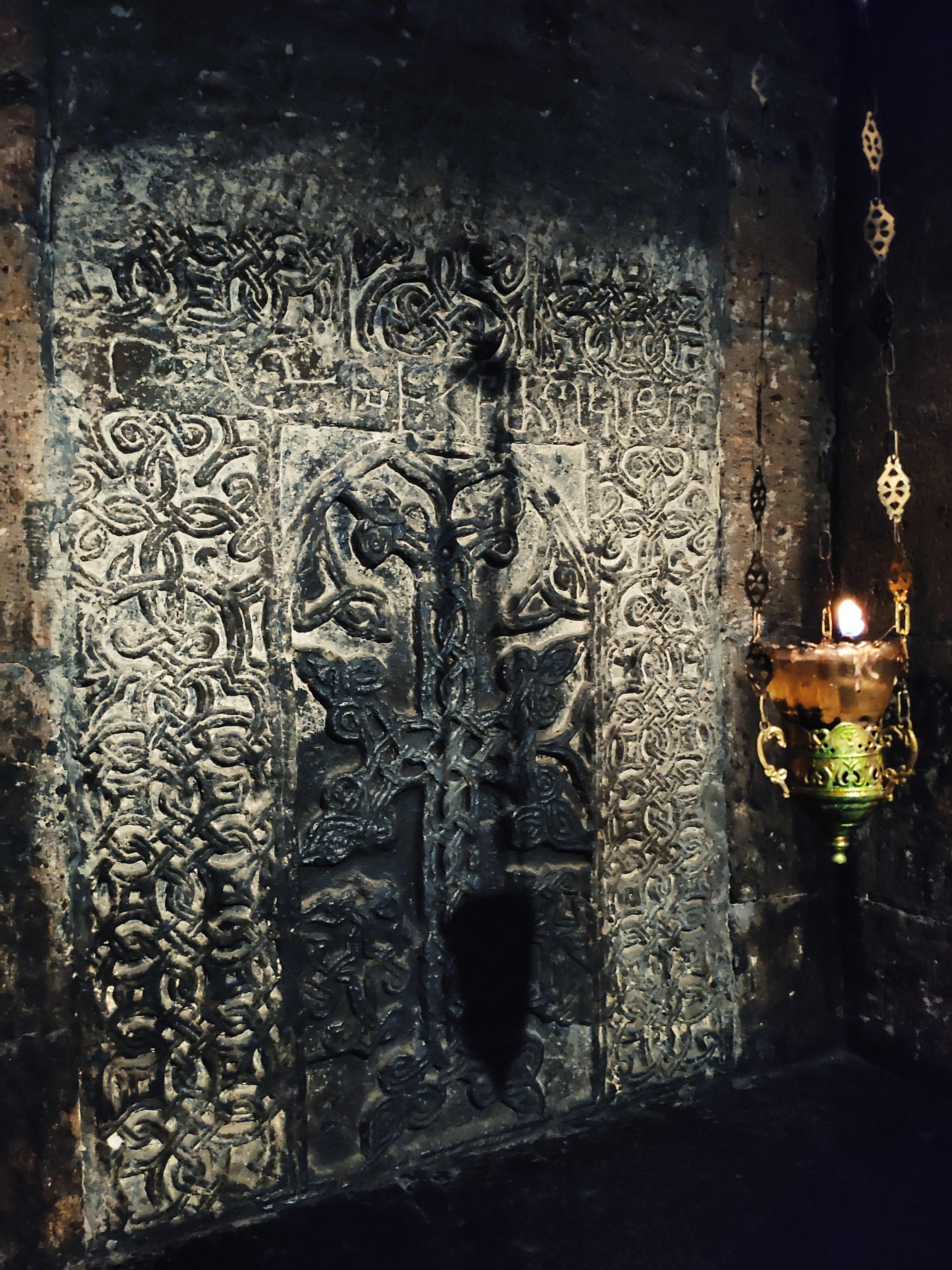
Хачкар в церкви
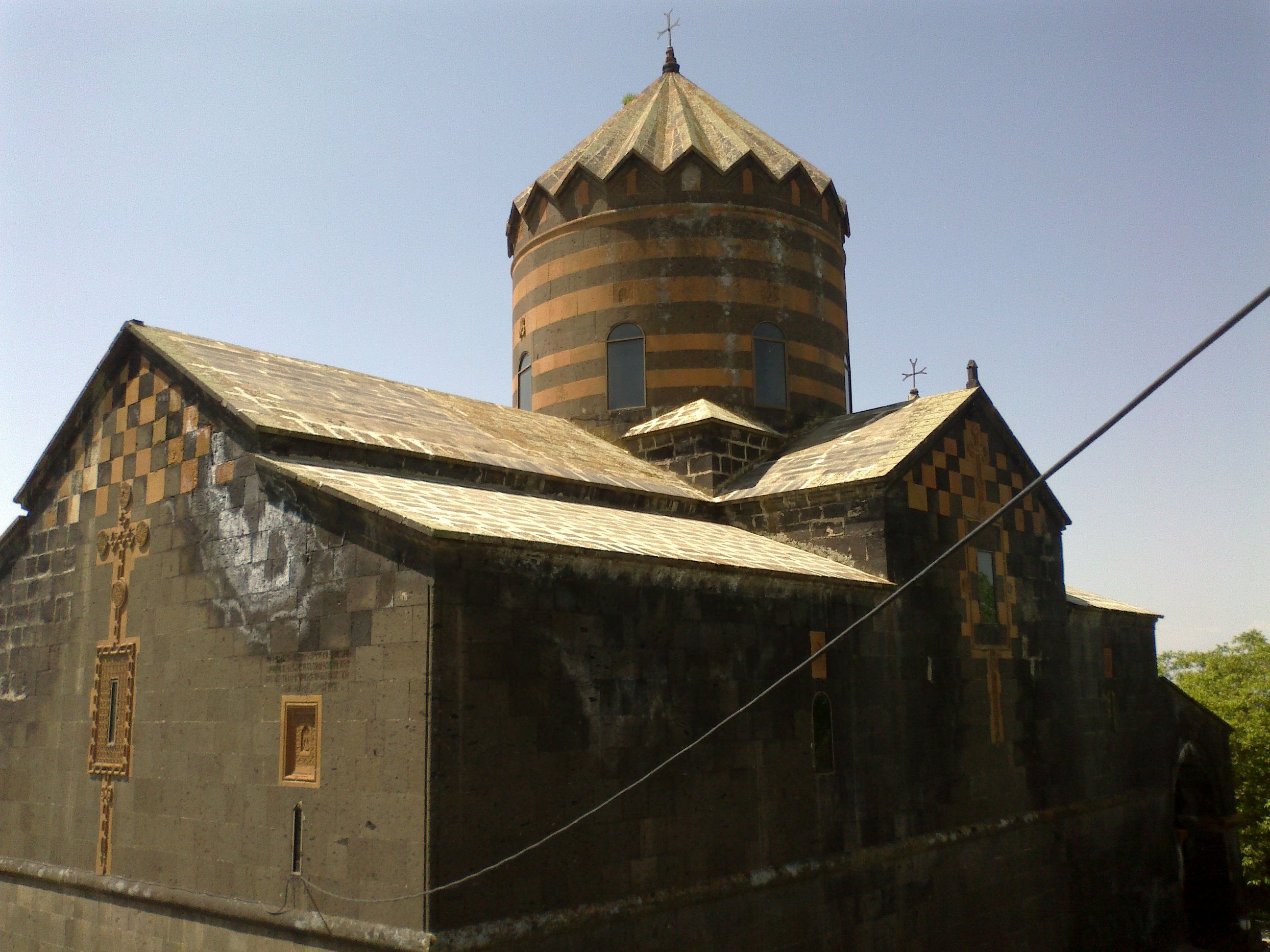
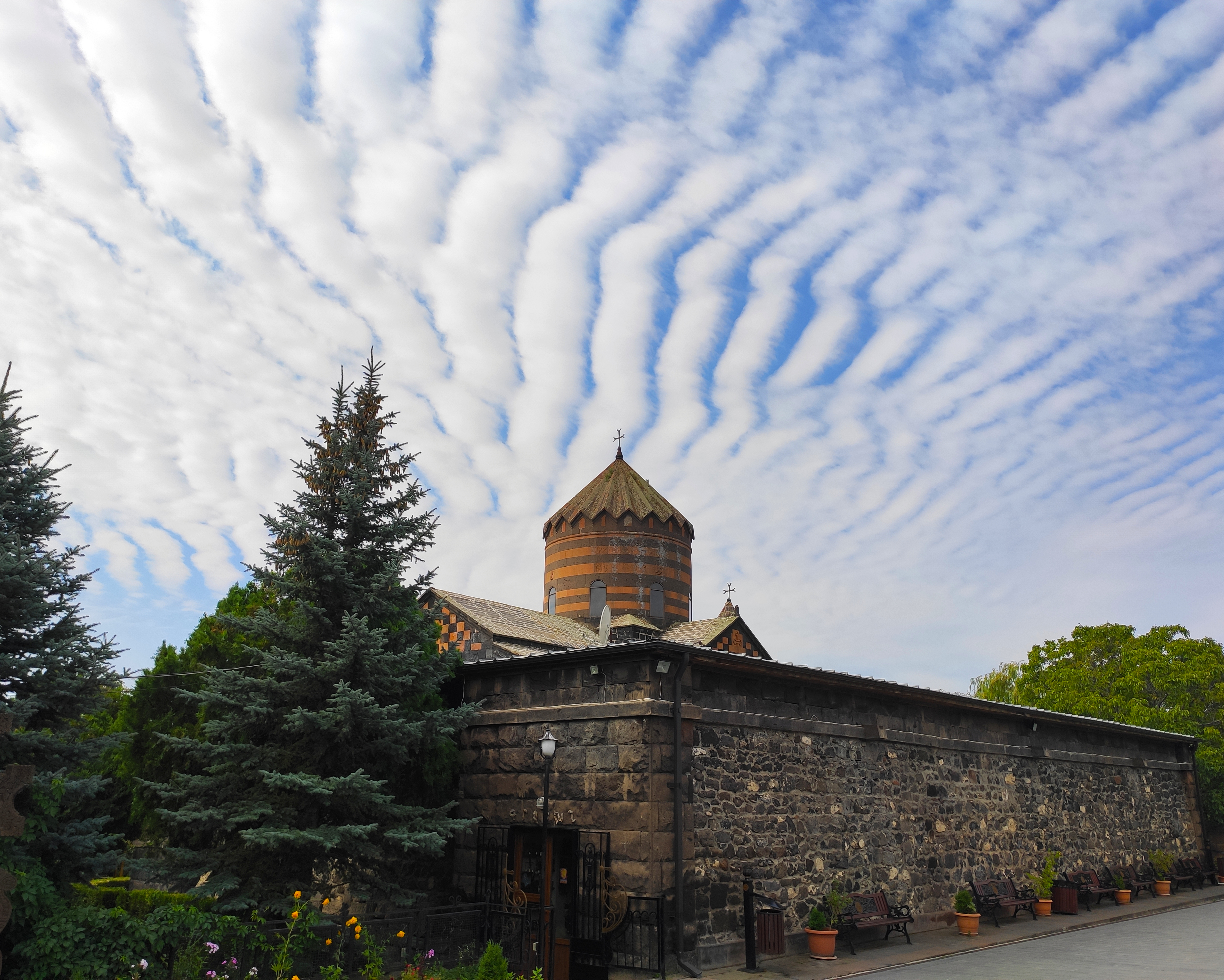
Внешний вид церкви
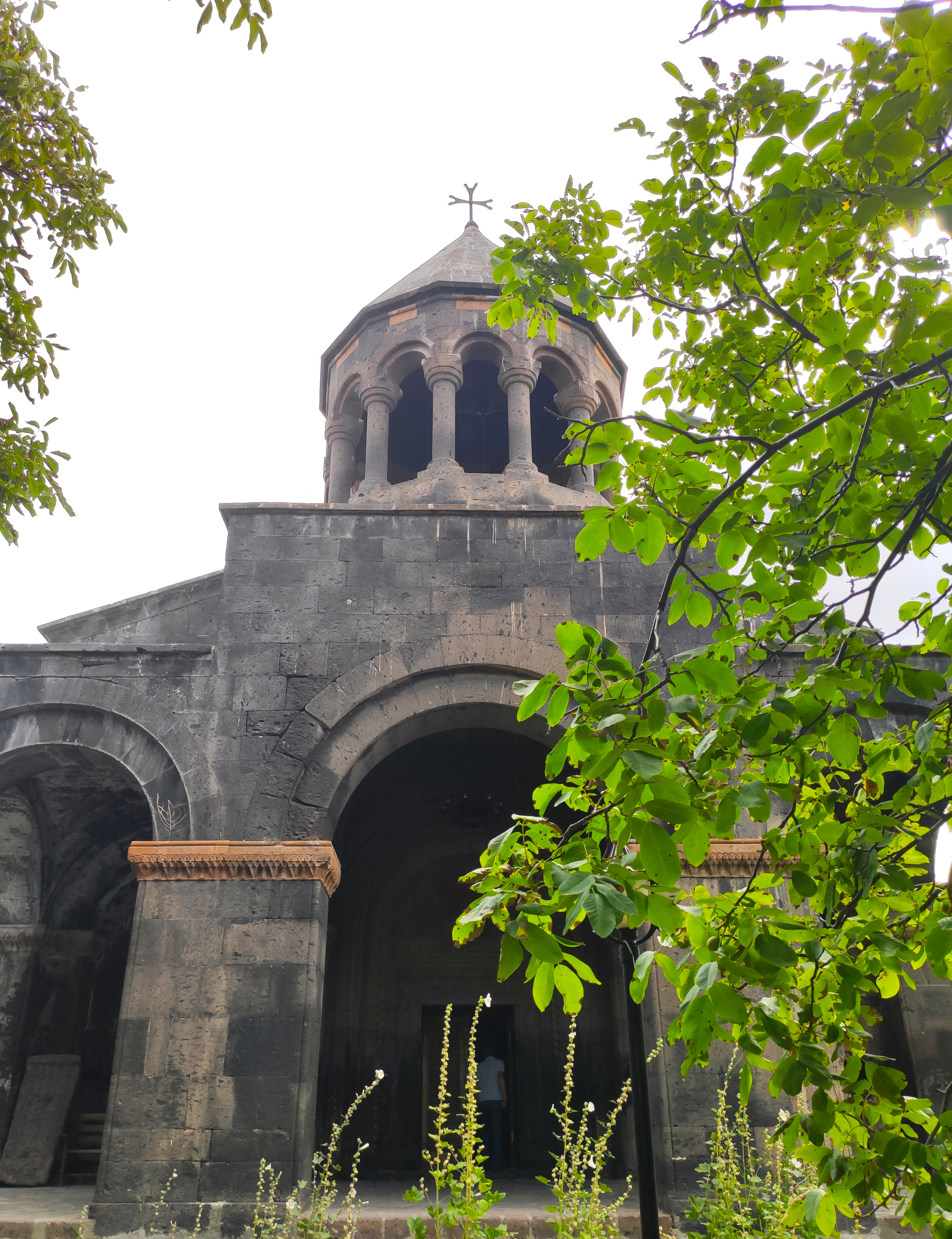
Внешний вид церкви
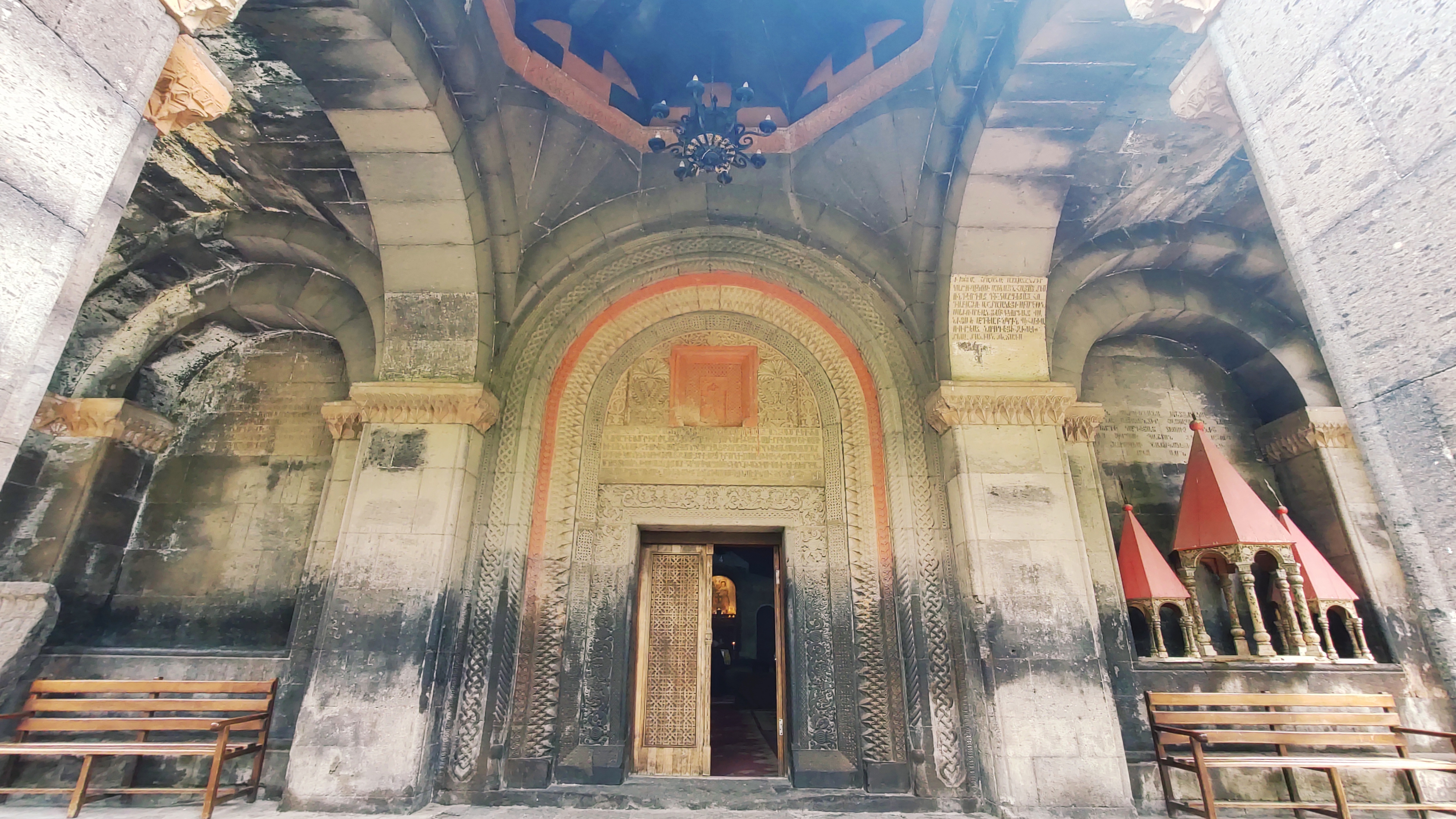
Вход в церковь
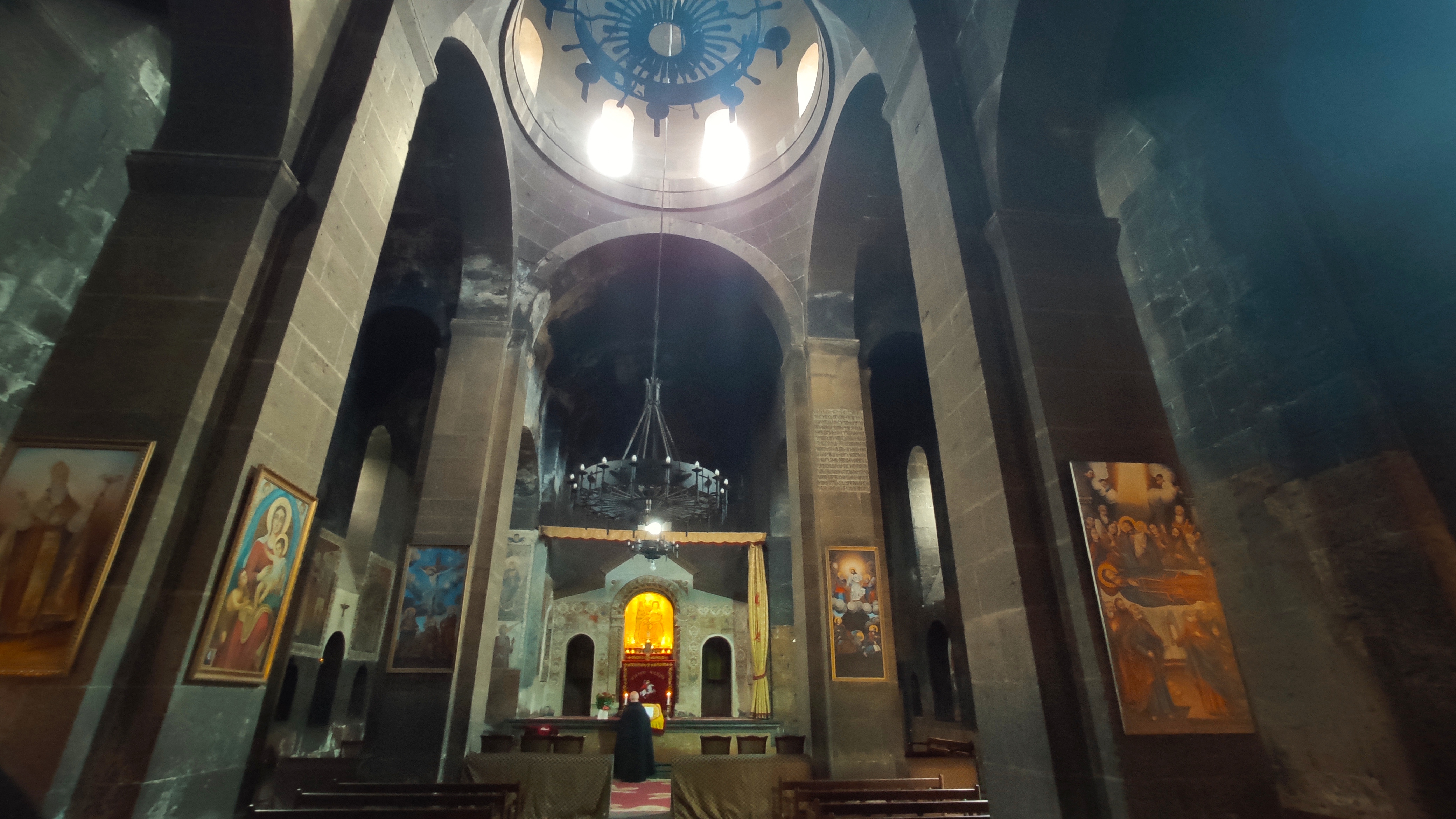
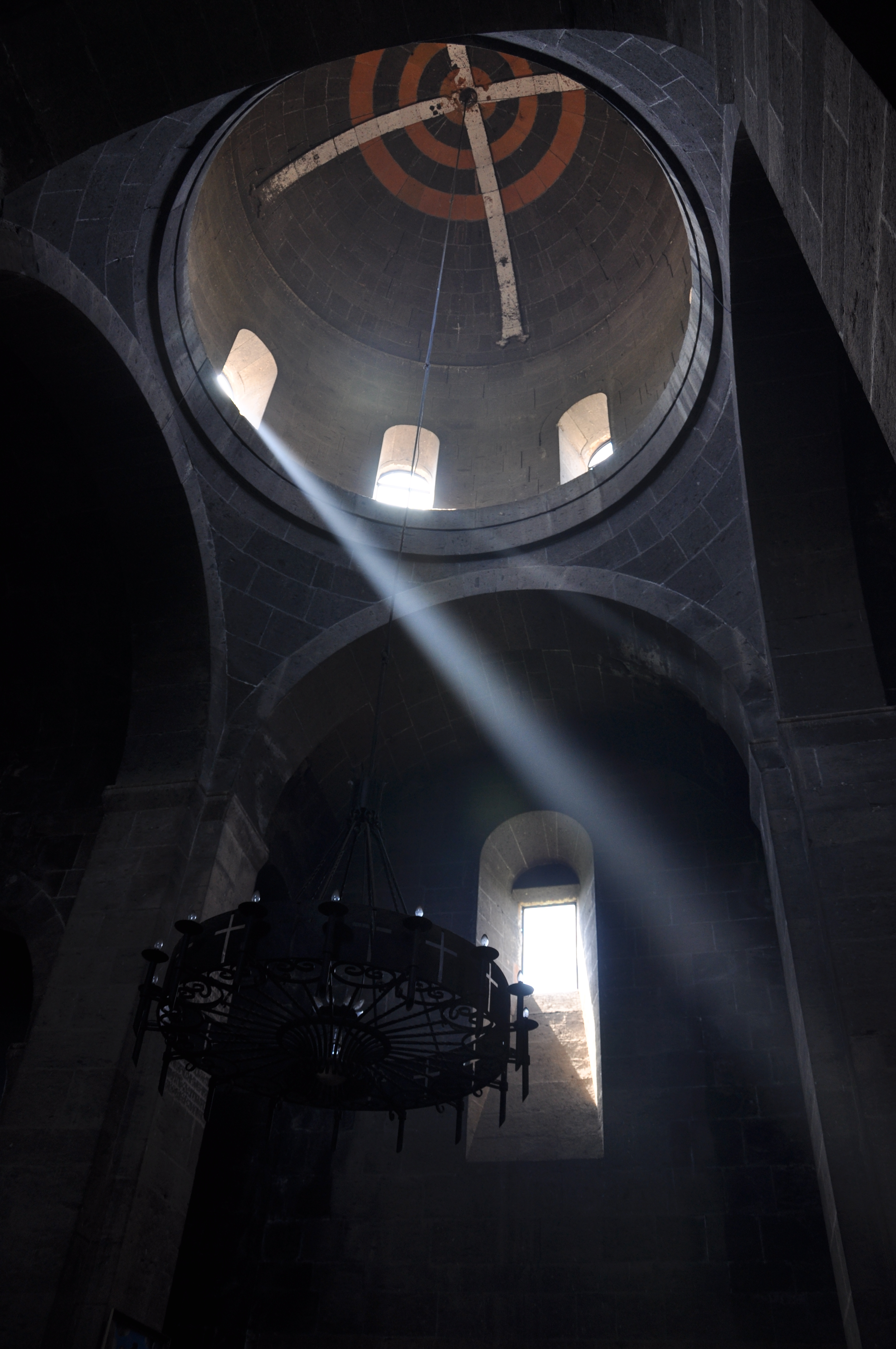
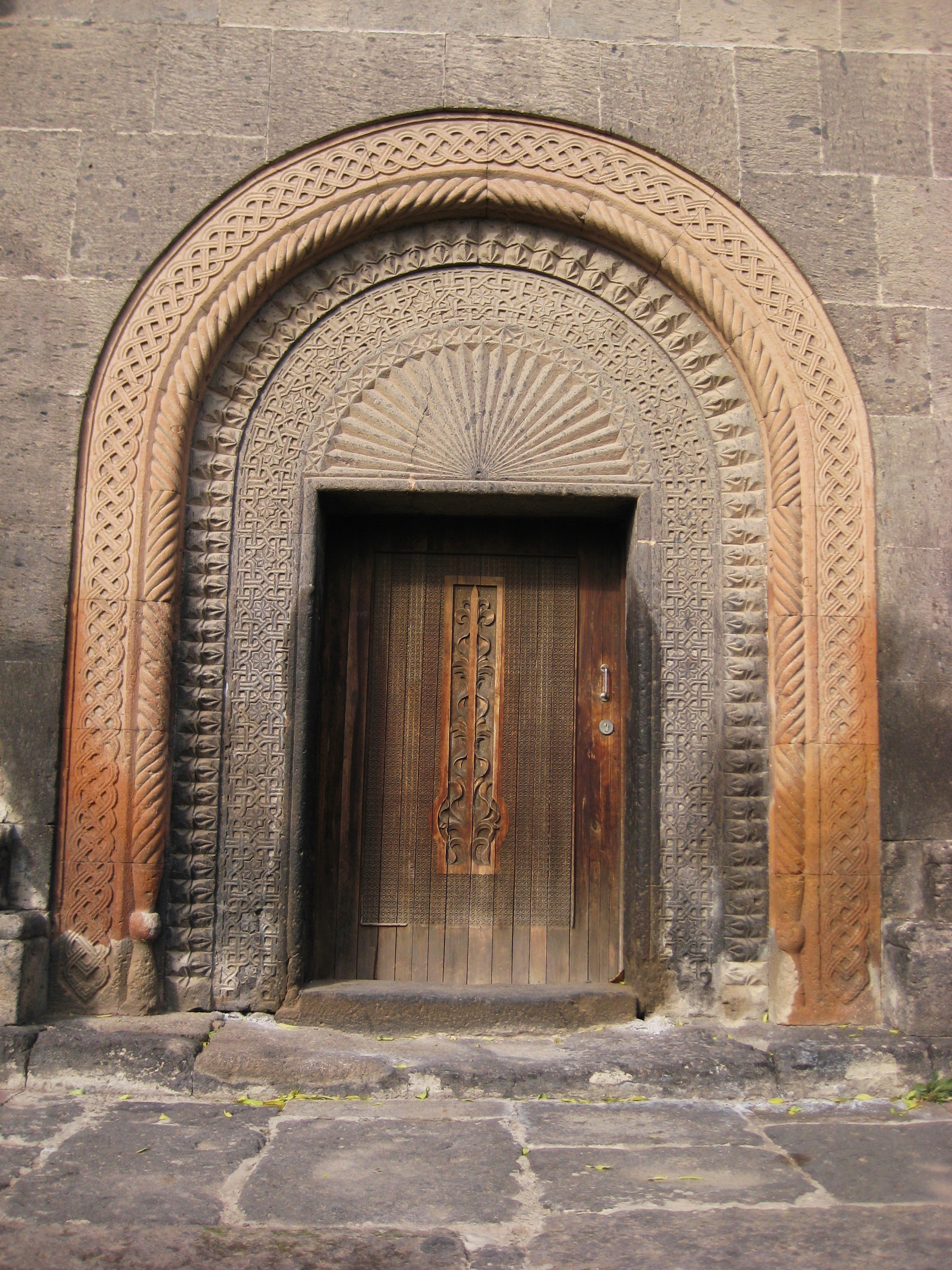
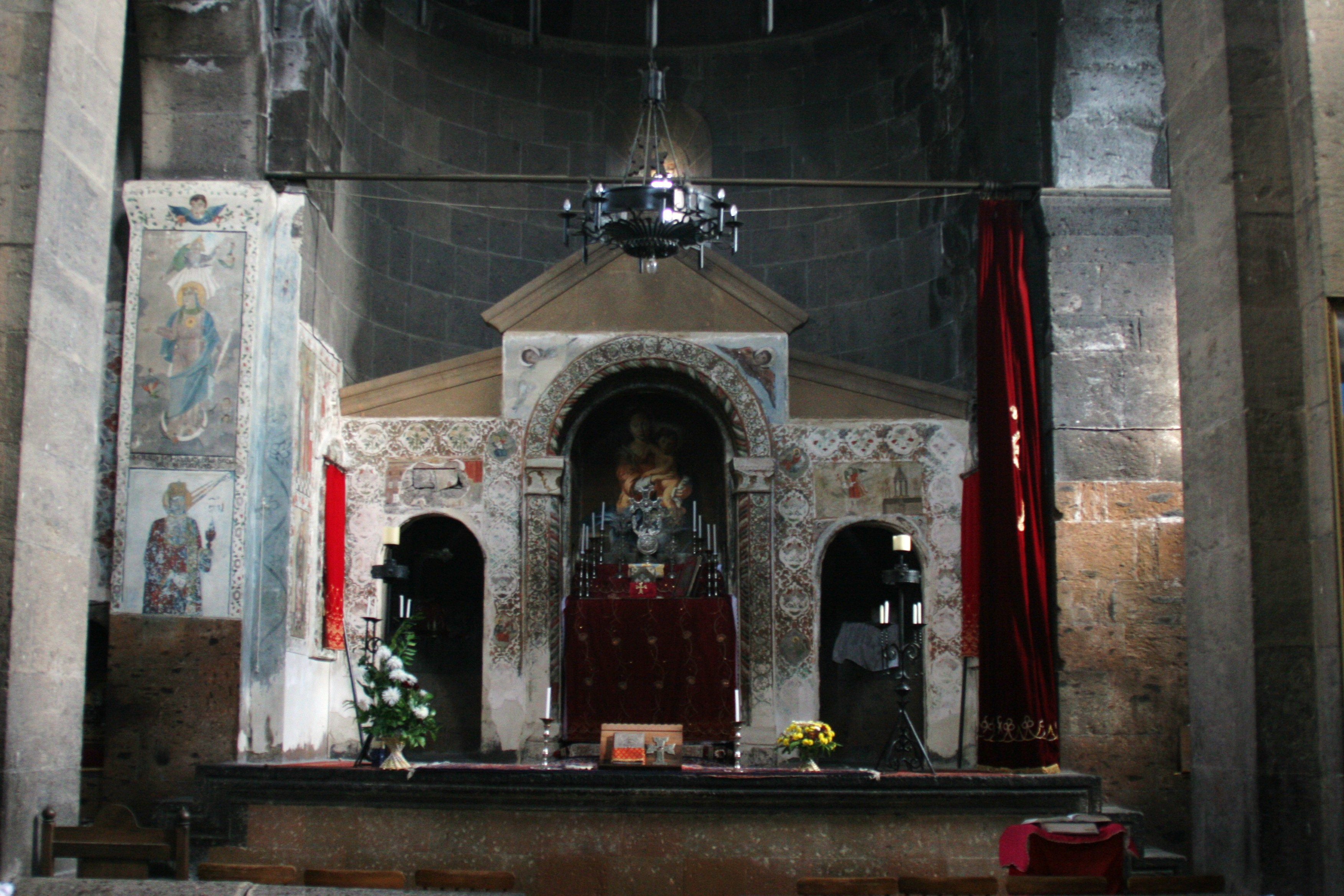
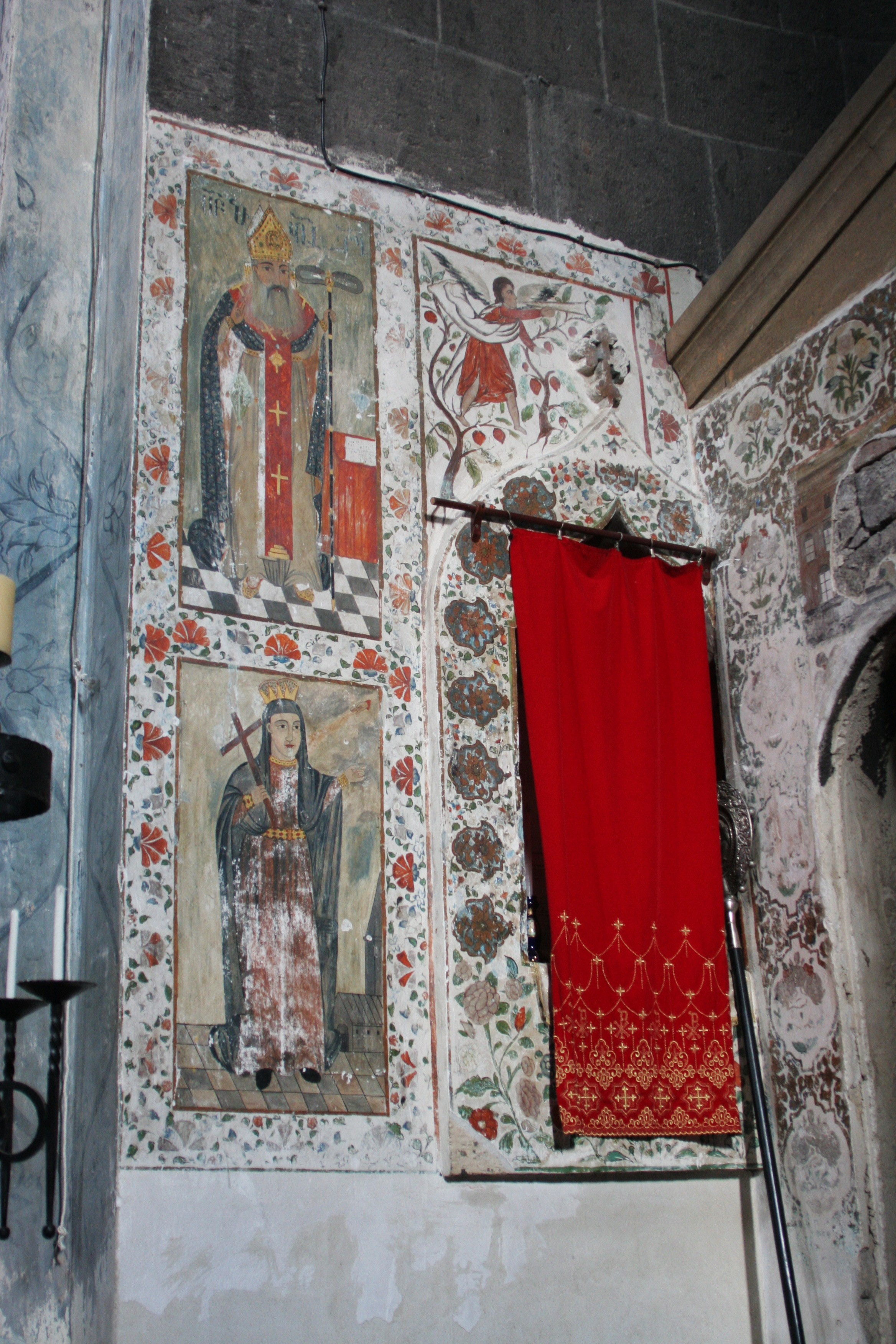
Фрески интерьера
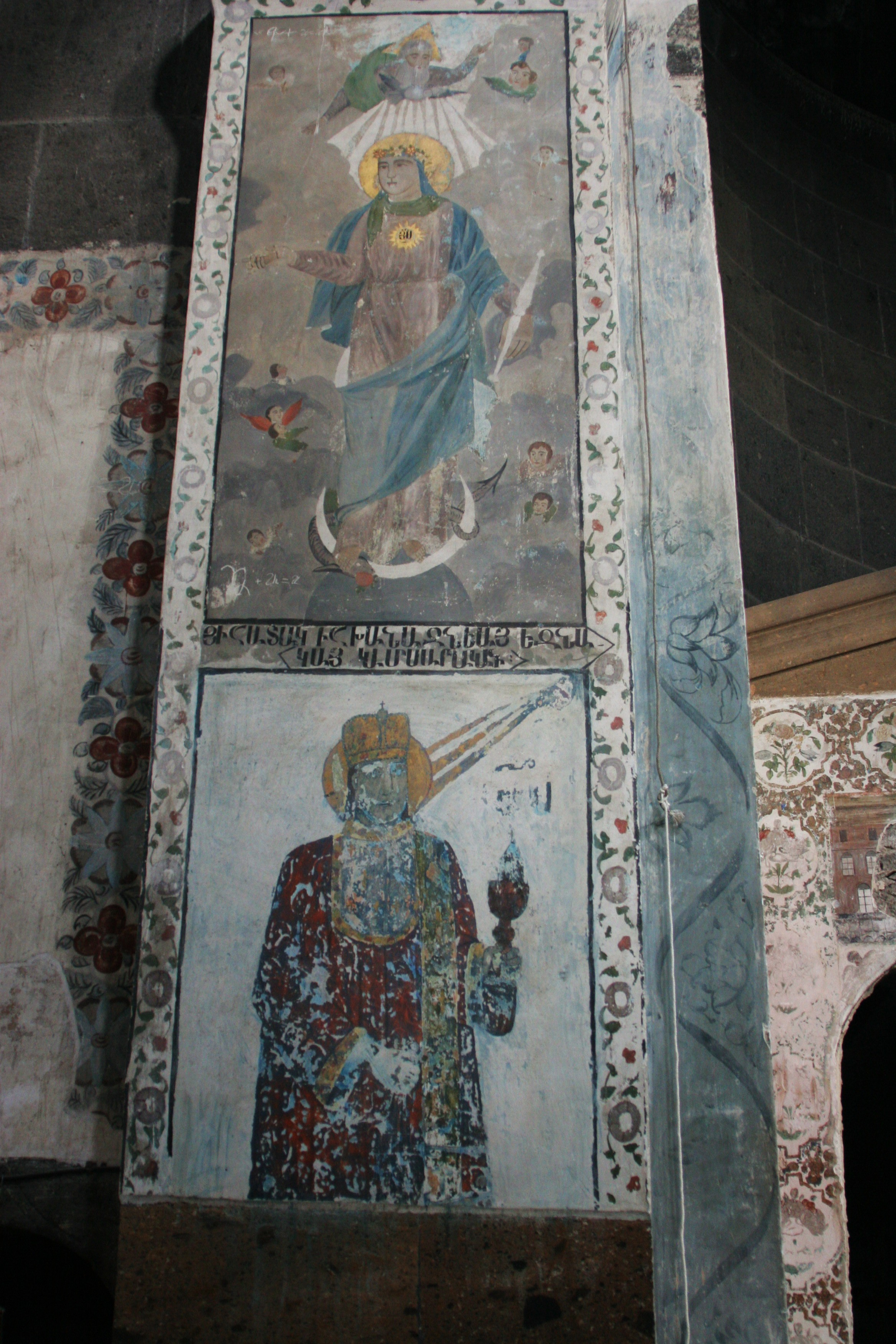
Фрески интерьера
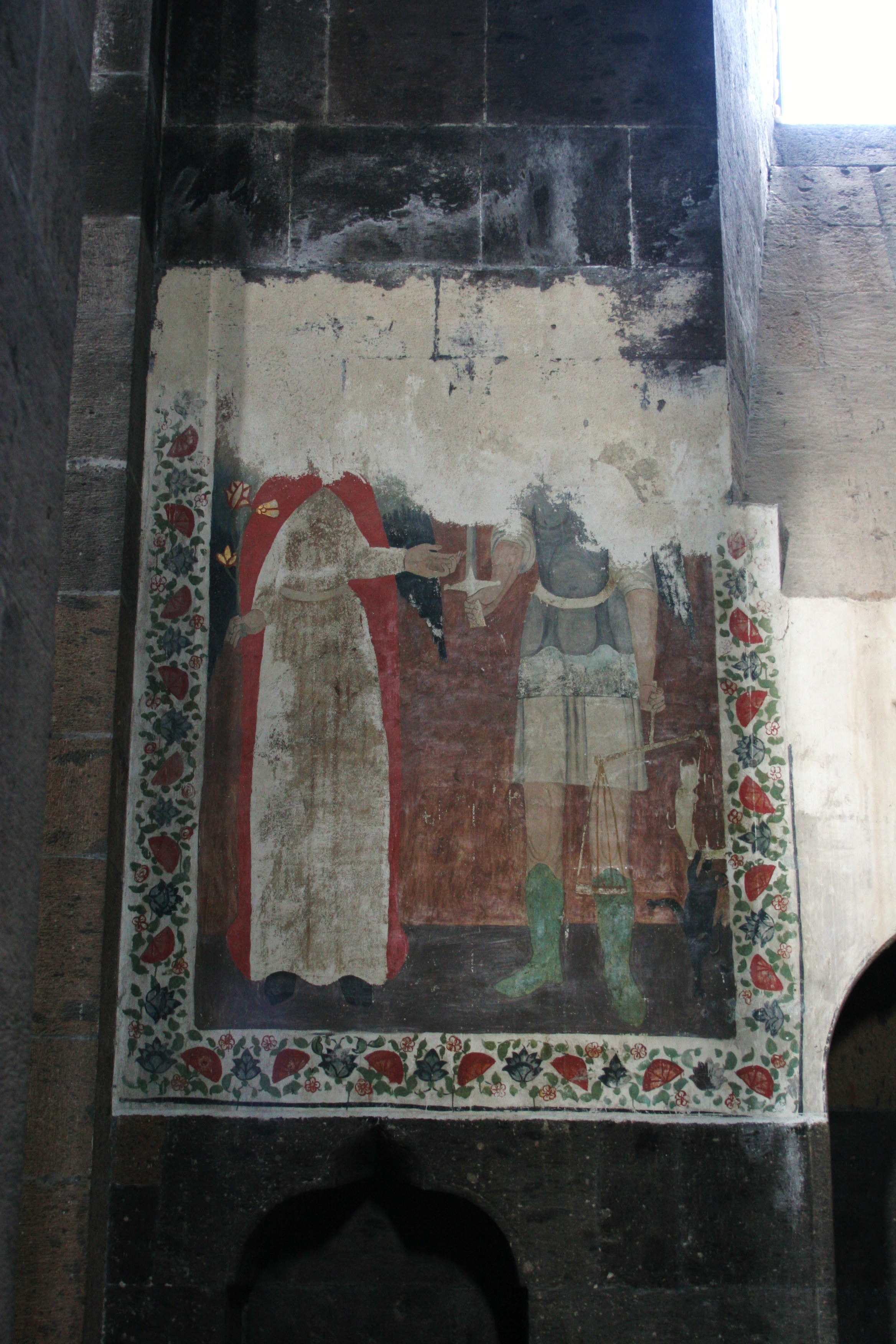
Фрески интерьера
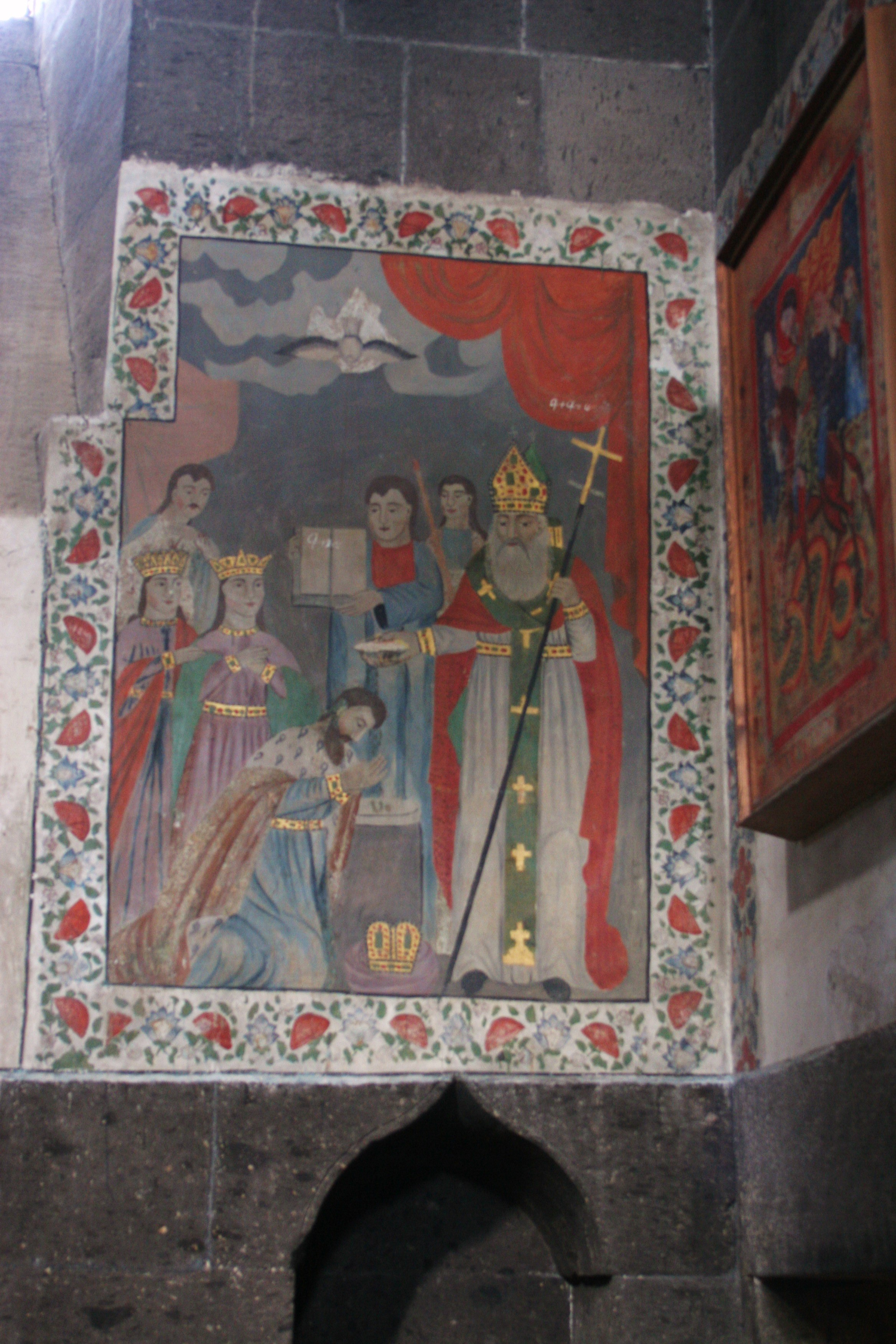
Фрески интерьера
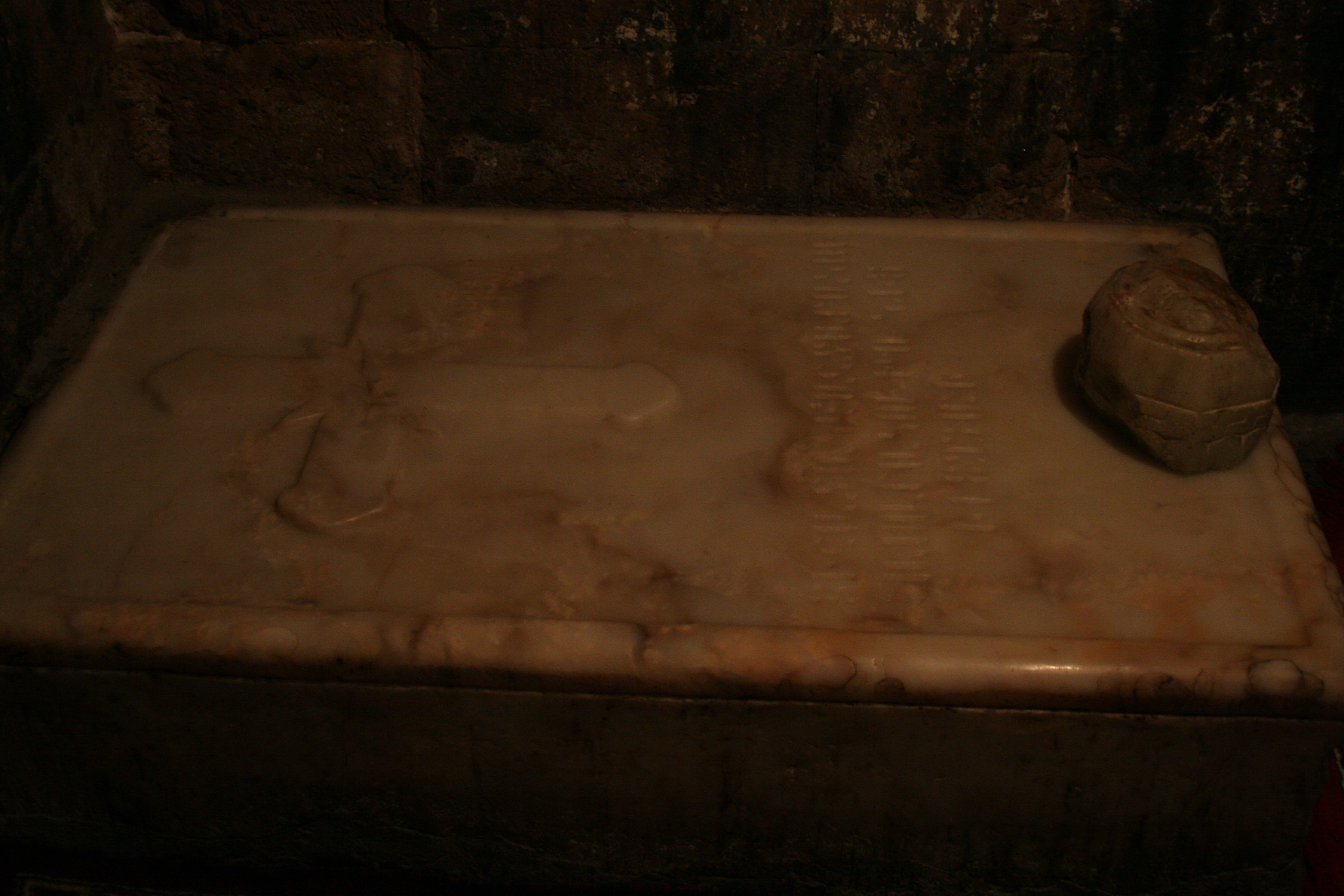
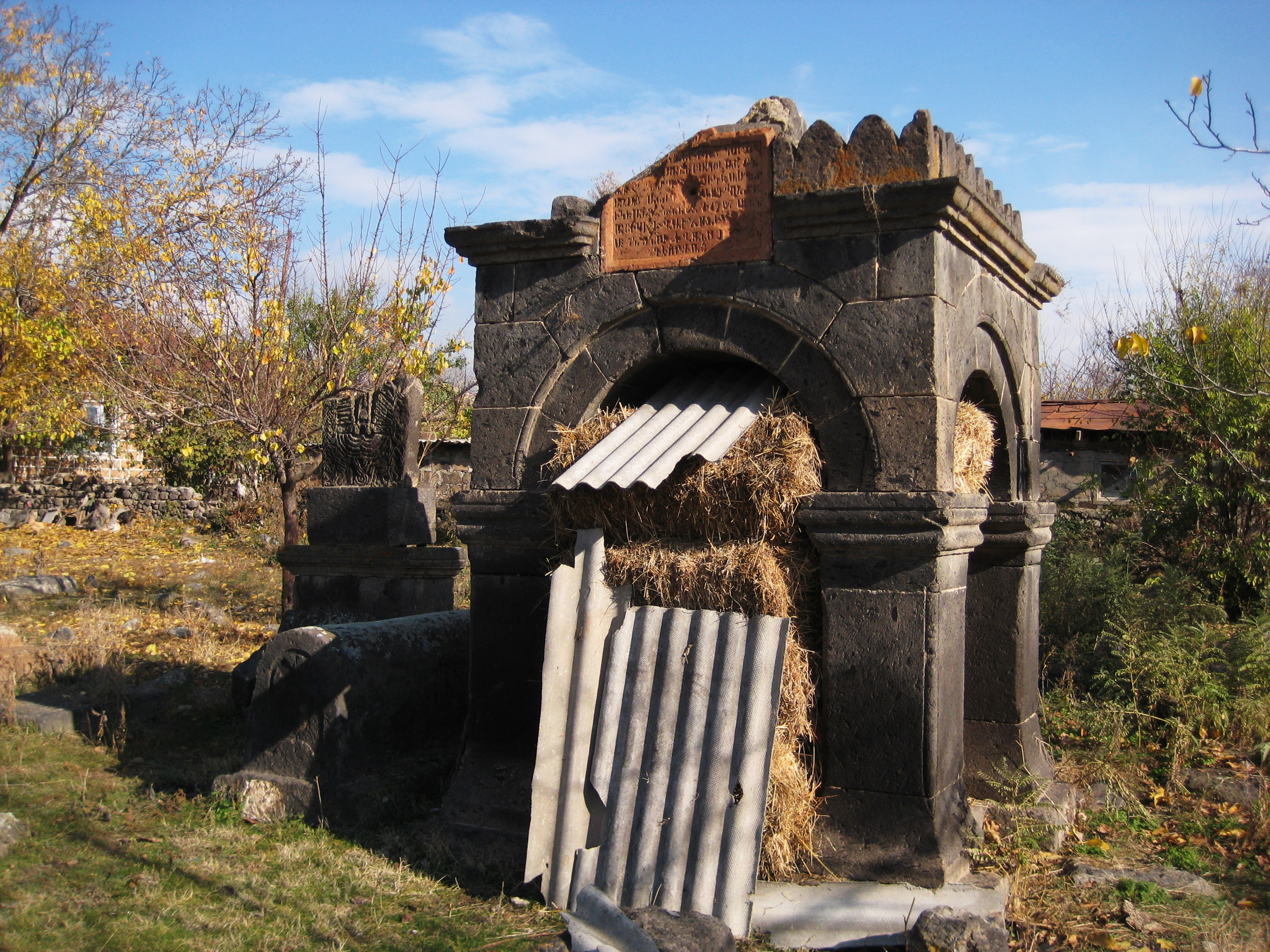
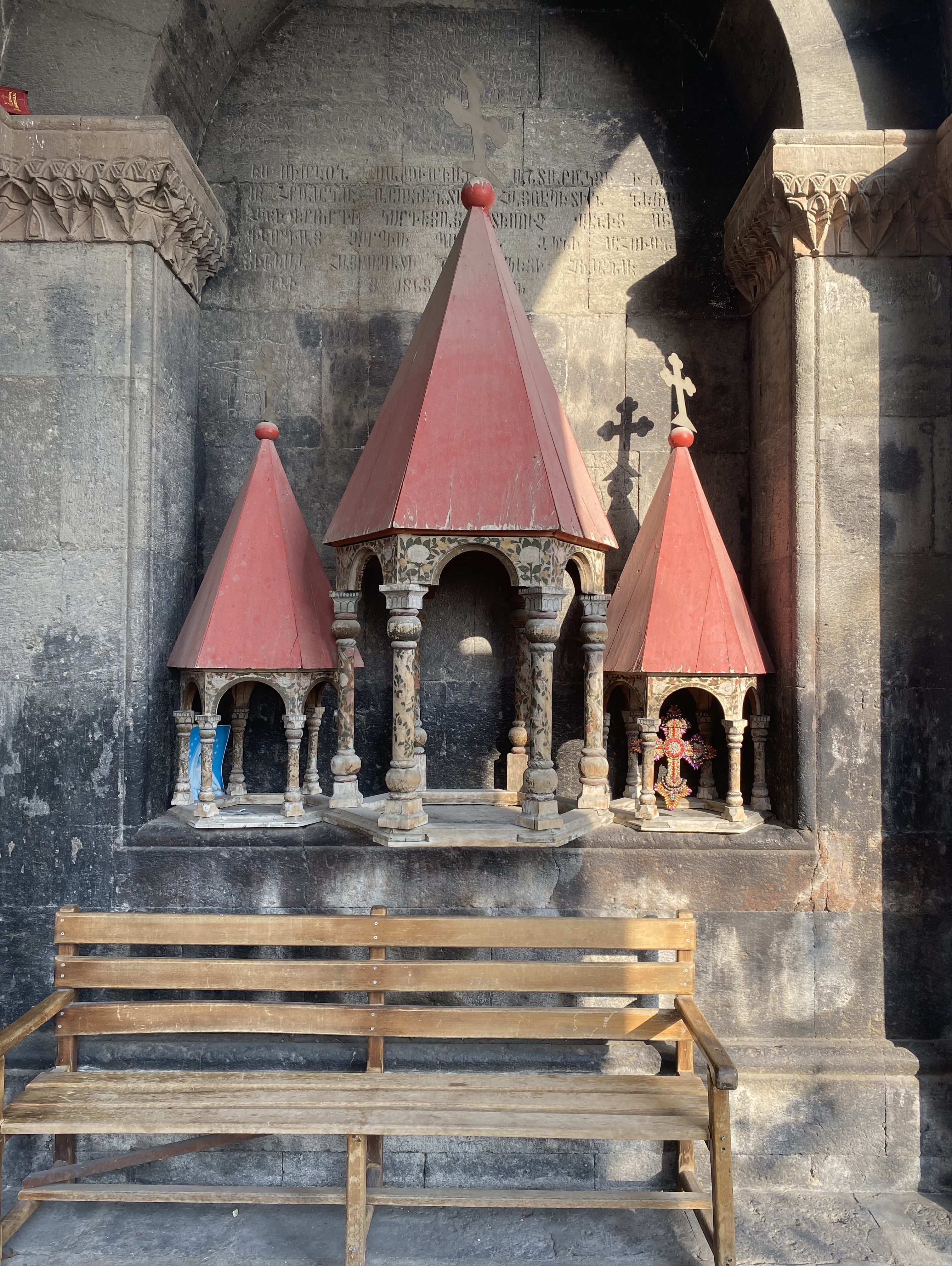
Деревянная модель церкви